# Херсонські Акули
Херсонські Акули (англ. Kherson Sharks) — українська команда з американського футболу з міста  Херсон . Найвище досягнення: бронзовий призер першої ліги чемпіонату України — Української ліги американського футболу ULAF (2015). Надалі об'єдналася з командою «Южненські Гепарди».
Команда створена 16 вересня 2012 року. Виступала на занедбаному стадіоні «Старт», не обладнаному спеціальними воротами, через що очки могли бути зараховані лише за системою просування м'яча.
Головний тренер Микола Грунянський.

## Результати виступів
У 2015 році стартувала в першій лізі чемпіонату України — Українській лізі американського футболу ULAF. У регулярному чемпіонаті здобула 3 перемоги в 7 матчах (розпочавши з серії трьох перемог та зазнавши слідом чотирьох поразок) та посіли 3-тє місце. У півфіналі команда поступилася принциповим суперникам — «Миколаївським Вікінгам» — та здобула бронзові медалі.
У 2016 році команда мала виступати в дивізіоні  «C» ULAF, яка стала головною лігою України після розпаду офіційного чемпіонату України. Однак зрештою команда об'єдналася з «Гепардами» з Южного, які мали виступати в тому самому дивізіоні, і низка херсонських гравців провели сезон у кольорах южненської команди. За домовленістю між командами в 2017, навпаки, мали виступати лише «Херсонські Акули», які також були заявлені до дивізіону «C» ULAF. Втім, «Акули» не змогли зібрати достатньої кількості гравців, маючи переважно молодь, а оскільки в об'єднаній команді переважали южненці, було вирішено і в 2017 заявити об'єднаний клуб до чемпіонату як южненських «Гепардів».

### 2015 рік
Перша ліга чемпіонату України (ULAF): 3-тє місце
1. Херсонські Акули — Харківські Тигри — 36:6 (4 квітня 2015 року, Херсон)
2. Херсонські Акули — ZM United (Запоріжжя/Мелітополь) — 40:14 (26 квітня 2015 року, Херсон)
3. Миколаївські Вікінги — Херсонські Акули — 8:40 (10 травня 2015 року, Миколаїв)
4. Азовські Дельфіни (Маріуполь) — Херсонські Акули — 24:0 (24 травня 2015 року, Бердянськ)
5. Харківські Атланти — Херсонські Акули — 24:8 (7 червня 2015 року, Харків)
6. Миколаївські Вікінги — Херсонські Акули — 26:6 (20 вересня 2015 року, Херсон)
7. Харківські Тигри — Херсонські Акули — 38:12 (4 квітня 2015 року, Херсон)
8. Півфінал: Миколаївські Вікінги — Херсонські Акули — 14:0 (31 жовтня 2015 року, Миколаїв)[9]